# Порядок наследования португальского престола

Флаг Португальского королевства (1830—1910).

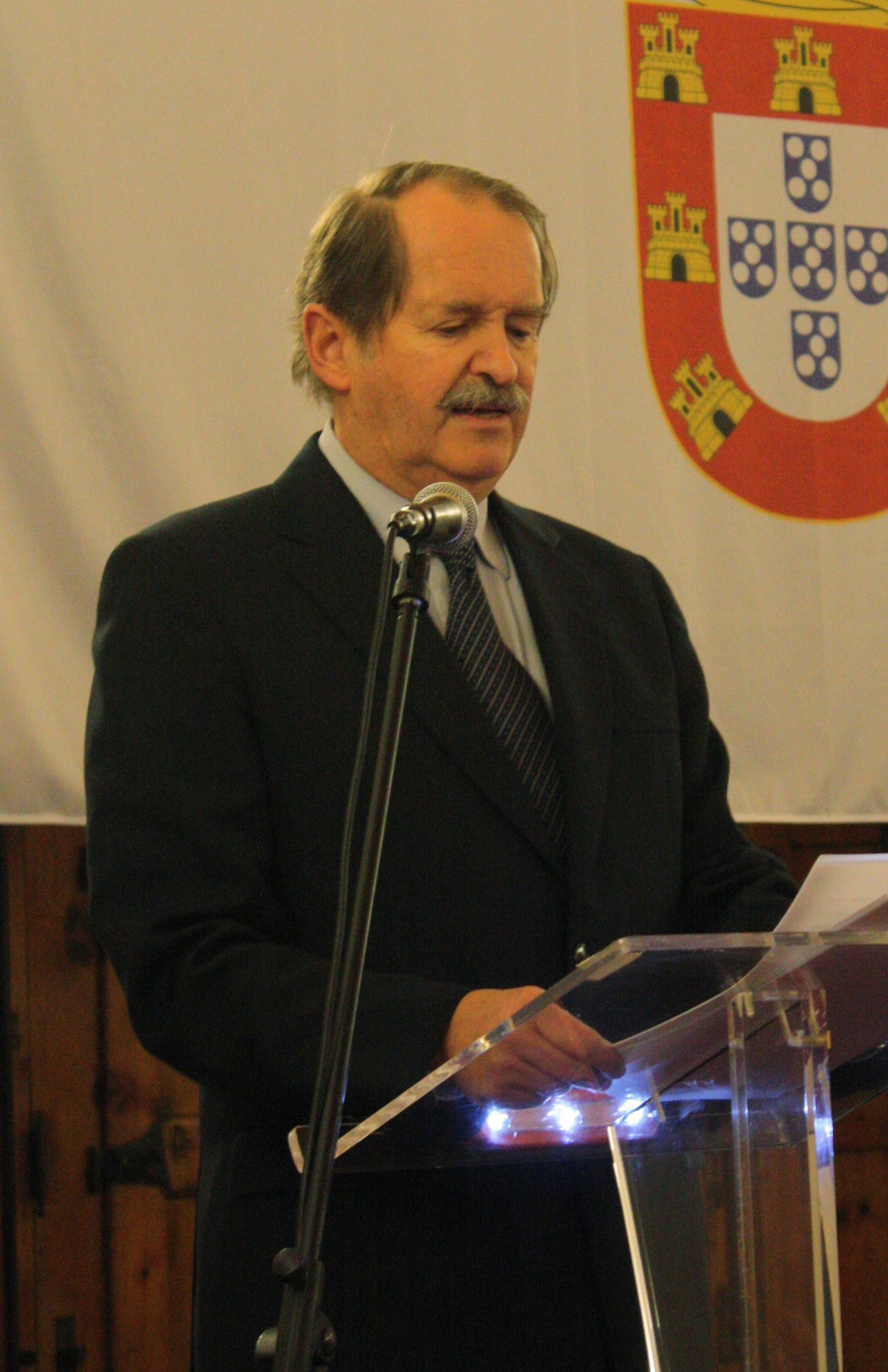
Дуарте Пиу, герцог Браганса (род. 1945), глава королевского дома Португалии с 1976 года

5 октября 1910 года Португальская монархия была упразднена. В ходе республиканской революции последний король Мануэл II из династии Браганса-Саксен-Кобург-Гота (1908—1910) был низложен и эмигрировал в Англию.
В настоящее время главой королевской династии Браганса является принц Дуарте Пиу, герцог Браганса (род. 1945), который унаследовал свой титул после смерти отца Дуарте Нуно в 1976 году. Португальский королевский престол должен был передаваться на основе первородства с преимуществом мужских потомков над женскими.

## Правила наследования
Согласно Конституциям 1822, 1826 и 1838 годов, а также восстановленной в 1842 году конституционной хартии 1826 года, королевский престол Португалии должен был передаваться законным наследникам мужского пола правящего монарха, а в случае их пресечения, представителям боковых ветвей династии Браганса.
В 1842 году португальская конституция 1838 года была отменена и восстановлена конституционная хартия 1826 года. Среди прочего в хартии 1826 года было предусмотрено, что, если у португальской королевы Марии II не будет законных потомков, корона может перейти к наследнику из побочной линии дома Браганса.
В настоящее время живы потомки королевы Марии II (по женской линии), но они не являются гражданами Португалии и не могут представлять португальский королевский дом.

## Порядок наследования
В 1834 году португальский король Мигел I (1828—1834) потерпел поражение в борьбе за власть со своим старшим братом Педру, который еще в 1828 году отказался от португальского престола в пользу своей старшей дочери, инфанты Марии II. Мигел вынужден был эмигрировать, но не отказался от претензий на португальский престол. Нынешний глава королевского дома Португалии Дуарте Пиу, герцог Браганса, правнук Мигела I.
- Король Жуан VI (1767—1826)
  -  Император Бразилии Педру I (Король Португалии Педру IV) (1798—1834)
    -  Королева Мария II (1819—1853)
      -  Король Педру V (1837—1861)
      -  Король Луиш I (1838—1889)
        -  Король Карлуш I (1863—1908)
          -  Король Мануэл II (1889—1932)

  -  Король Мигел I (1802—1866)
    - Принц Мигел, герцог Браганса (1853—1927)
      - Принц Дуарте Нуно, герцог Браганса (1907—1976)
        - Принц Дуарте Пиу, герцог Браганса (род. 1945)
          - (1) Принц Афонсу, принц Бейра (род. 1996)
          - (2) Инфант Диниш, герцог Порту (род. 1999)
          - (3) Инфанта Мария Франсиска (род. 1997)

        -  (4) Инфант Мигел, герцог Визеу (род. 1946)

      -  Инфанта Мария Аделаида (1912—2012)
        - (5) Инфант Адриано Сержио де Браганса ван Уден (род. 1946)
          - (6) Инфант Педро Мария де Соуза ван Уден (род. 1985)
          - (7) Инфанта Марианна де Соуза ван Уден  (род. 1978)
          - (8) Инфанта Ана Рите де Соуза Менезес де Браганаса ван Уден (род. 1981)

        - (9) Инфант Нуно Мигел де Браганса ван Уден (род. 1947)
          - (10)Инфант Мигел Мария Бонневиль ван Уден (род. 1972)
            - (11) Инфант Мигел Мария Лопес ван Уден (род. 1997)
            - (12)Инфанта Мария Ана до Кармо ван Уден (род. 2001)

          - (13)Инфант Нуно де Санта Мария Бонневиль ван Уден (род. 1983)
          - (14) Инфанта Мария Мафальда Бонневиле ван Уден (род. 1970)
          - (15) Инфанта Ана до Кармо Мариа Бонневиле ван Уден (род. 1984)

        - (16) Инфант Франсишку Шавьер Дамиану ди Браганса ван Уден (род. 1949)
          - (17) Инфант Афонсо Мигел Мариа Жил де Браганса ван Уден (род. 1980)
          - (18) Инфант Энрике Мариа Жил де Браганса ван Уден (род. 1987)
          - (19) Инфант Жоао Мариа Жил де Браганса ван Уден (род. 1989)
          - (20) Инфанта Мария Францишка Жил де Браганса ван Уден (род. 1982)
            - (21) Инфант Родриго ван Уден Качао (род. 2015)

        - (22) Инфант Мигель Энрико де Браганса ван Уден (род.1953)
          - (23) Инфант Себастьяно Дентиньо ван Уден
          - (24) Инфанта Катарина Дентиньо ван Уден (род. 1978)
            - (25) Инфант Франциско Корреа де Са (род. 2005)
            - (26) Инфант Энрике ван Уден Корреа де Са (род. 2015)
            - (27) Инфанта Бенедита ван Уден Корреа де Са (род. 2009)

          - (28) Инфанта Инес Дентиньо ван Уден (род. 1980)

        - (29) Инфанта Филиппа Теодора де Браганса ван Уден (род. 1951)
          - (30) Инфант Нуно Грегорио ван Уден Фонтес (род. 1976)
          - (31) Инфант Франчишко Мариа ван Уден Фонтес (род. 1983)
            - (32) Инфанта Мафальда Мария Валенте Пика ван Уден Чавес (род. 2015)

          - (33) Инфанта Диана ван Уден де Атоукиа Фонтес (род. 1985)

        - (34) Инфанта Мария Тереза де Браганса ван Уден (род. 1956)
          - (35) Инфант Франчишко Мариа де Браганса ван Уден Шавес (род. 1983)
          - (36) Инфант Хавьер Мариа де Браганса ван Уден Шавес (род. 1985)
          - (37) Инфант Мигел де Браганса ван Уден Шавес (род. 1986)
          - (38) Инфант Родриго де Браганса ван Уден Шавес (род. 1993)